# Ashland (lignes rose et verte du métro de Chicago)
Pour les articles homonymes, voir Ashland.
Ne doit pas être confondu avec Ashland (ligne orange du métro de Chicago).
Ashland (anciennement Ashland/Lake) est une station aérienne du métro de Chicago desservie par les lignes verte et rose. La station est composée de deux quais et est située dans le secteur de Near West Side à Chicago, à proximité de Union Park et du United Center, l’arène des Bulls et des Blackhawks.

## Description
La station Ashland a été ouverte le 6 novembre 1893 par la Lake Street Elevated. Elle fut une des premières premières stations fermées par la Chicago Transit Authority (créé en 1947) en 1948 avant de rouvrir en 1951 tant son importance sur le réseau était évidente. Durant les travaux de réaménagement de la ligne verte entre 1994 et 1996, la station fut complètement restaurée afin de la rendre accessible aux personnes à mobilité réduite grâce à un ascenseur sur chaque quai. 
Ashland est une station typique de l’ancienne Lake Street Elevated construite entre 1892 et 1893 et conçue par la Lloyd & Pennington Company sous le style gothique victorien.

## Structure et emplacement
Ashland jouxte directement Union Park, où se déroulent les festivals « Intonation Music » et « Pitchfork Music ». Avant l'ouverture de la station Damen en 2024, Ashland était également la station « L » la plus proche du United Center, l'aréna des Bulls de Chicago (NBA), et des Blackhawks de Chicago (LNH).

## Caractéristiques
La station est composée de 2 quais reliés entre eux par une passerelle. Chaque quai possède sa propre salle des guichets et ses propres sorties vers la chaussée et ils sont couverts d’un auvent en étain restauré comme les garde-corps de la station sous leur forme d’origine en profitant du fait que la station a été classée par la garde des monuments de l'État de l’Illinois pour lui allouer un budget supérieur à d’autres stations comme Kedzie ou California par exemple. 
Aujourd'hui, la station est l'une des rares du métro de Chicago à avoir été autant protégée afin de lui conserver son statut d’origine. Sur les tronçons de la ligne verte, seule la station Conservatory-Central Park Drive (anciennement Homan Avenue) a bénéficié du même traitement de faveur mais contrairement à Ashland, elle ne se trouve plus à son endroit d’origine.

## Les correspondances avec lebus
Avec les bus de la Chicago Transit Authority :
- #9 Ashland (Owl Service)
- #X9 Ashland Express
- #X20 Washington/Madison Express

## Dessertes
| Nord/Ouest                           |  |             |  | Sud/Est                                  |
| ------------------------------------ |  | ----------- |  | ---------------------------------------- |
| Damen vers Harlem/Lake               |  | ligne verte |  | Morgan vers Ashland/63rd / Cottage Grove |
| Polk vers 54th/Cermak via Clark/Lake |  | ligne rose  |  | Morgan vers 54th/Cermak via Clark/Lake   |
| modifier sur Wikidata                |  |             |  |                                          |